# Murakumo
Il Murakumo (叢雲? lett. "Ammasso di nuvole"), inizialmente denominato 43-Gō kuchikukan (第43駆逐艦? lett. "cacciatorpediniere Numero 43"), è stato un cacciatorpediniere della Marina imperiale giapponese, ottava unità appartenente alla classe Fubuki. Fu varato nel settembre 1928 dal cantiere di Fujinagata.
Appartenente alla 12ª Divisione, fu distaccato dalla 1ª Flotta e assunse il ruolo di scorta a i convogli che sbarcarono truppe giapponesi in Malesia nel dicembre 1941; fu quindi assegnato alla difesa dell'incrociatore pesante Chokai per i due mesi successivi. Partecipò alla battaglia dello Stretto della Sonda (28 febbraio-1º marzo 1942) e in aprile operò nell'Oceano Indiano. Tornato in patria e revisionato, fece parte del grosso della 1ª Flotta nel corso della battaglia delle Midway (4-6 giugno) e perciò non ebbe parte nello scontro. Inviato in Birmania, ad agosto fu dirottato con urgenza nel Pacifico sud-occidentale per prendere parte alla campagna di Guadalcanal: da allora fu utilizzato quasi esclusivamente per effettuare trasporti rapidi di truppe sull'isola contesa. Assegnato nella prima decade di ottobre alla scorta di due navi portaidrovolanti incaricate di sbarcare un grosso carico di armi e uomini, fu gravemente colpito la mattina del 12; l'equipaggio fu tratto in salvo e la nave, ingovernabile, fu affondata dagli stessi giapponesi.

## Servizio operativo

### Costruzione
Il cacciatorpediniere Murakumo fu ordinato nell'anno fiscale edito dal governo giapponese nel 1923, inizialmente con la denominazione "cacciatorpediniere Numero 43" (43-Gō kuchikukan in lingua giapponese). La sua chiglia fu impostata nel cantiere navale di Fujinagata, a Osaka, il 25 aprile 1927 e il varo avvenne il 27 settembre 1928; fu completato il 10 maggio 1929 e il 1º agosto 1928, intanto, aveva assunto il suo nome definitivo, avendo la Marina imperiale abbandonato alla data il sistema di nomenclatura del naviglio leggero con soli numeri. La nave formò con lo Shinonome e lo Shirakumo la 12ª Divisione, dipendente dalla 3ª Squadriglia della 1ª Flotta.

### 1941-1942
Tra 1940 e 1941 il Murakumo passò agli ordini del capitano di corvetta Hideo Higashi. Il 20 novembre 1941 seguì la divisione d'appartenenza e l'intera 3ª Squadriglia da Kure a Samah sull'isola di Hainan, raggiunta il 26. Il 4 dicembre fu assegnato con i cacciatorpediniere gemelli alla scorta di convogli in partenza da questa città per gli sbarchi iniziali della campagna della Malesia, una volta completati i quali rientrò alla baia di Cam Ranh l'11. Cinque giorni dopo partì in difesa della formazione anfibia incaricata di occupare il Borneo britannico e il 24 dicembre rivendicò l'affondamento del sommergibile olandese K-XVI, che aveva a sua volta silurato il Sagiri. Per i mesi di gennaio e febbraio il Murakumo e lo Shirakumo (il terzo gregario era stato colato a picco) protessero l'incrociatore pesante Chokai che operò in appoggio alle truppe in Malesia, all'invasione delle isole Anambas, di Palembang e di Bangka, quindi il 27 passarono alla scorta del gruppo occidentale d'invasione di Giava (viceammiraglio Jisaburō Ozawa). Nella notte tra il 28 febbraio e il 1º marzo gli sbarchi furono disturbati dal passaggio di due incrociatori fuggiaschi, che il Murakumo contribuì ad affondare; il mattino successivo, poi, fece spiaggiare il cacciatorpediniere olandese Hr. Ms. Evertsen assieme al gemello. Il 10 marzo la 12ª Divisione fu disattivata e il Murakumo fu trasferito all'11ª Divisione, che già annoverava il Fubuki, lo Shirayuki e l'Hatsuyuki. Due giorni dopo il Murakumo partecipò con il resto della divisione allo sbarco giapponese nella Sumatra settentrionale, quindi seguì il resto della formazione di Ozawa che il 23 occupò senza incontrare resistenza le isole Andamane. Per la prima metà di aprile condusse regolari pattugliamenti anti-sommergibile attorno Port Blair, quindi rientrò a Singapore; il 13 aprile la divisione salpò con rotta per il Giappone e il 22 giunse a Kure, dove tutti i cacciatorpediniere furono revisionati. Il Murakumo tornò operativo a fine maggio e seguì la squadra  durante la battaglia delle Midway (4-6 giugno), durante la quale rimase comunque lontano dall'azione.
Tornata in patria, la divisione scortò un convoglio sino alle isole Amami Ōshima e dal 2 al 16 condusse in loco pattugliamenti anti-sommergibile; il 17 ebbe ordine di recarsi a Mergui, in Birmania, per future operazioni nell'Oceano Indiano. Raggiunse la destinazione il 31 dopo aver fatto tappa alla base militare di Mako e a Singapore, ma l'8 agosto fu dirottata a Guadalcanal, dove marine statunitensi erano sbarcati d'improvviso il giorno prima. Il Murakumo si portò con i gemelli sino a Davao, lasciata il 19 agosto di scorta a un convoglio recante a bordo truppe: tutte le unità giunsero alla base aeronavale di Truk il 23 e l'11ª Divisione proseguì poco dopo per la piazzaforte di Rabaul, toccata il 27 agosto. I due giorni seguenti furono spesi dal Murakumo nel trasporto rapido di truppe alla baia di Milne (Nuova Guinea estremo-orientale) e nel ritorno a Rabaul, quindi il 31 si fermò alle isole Shortland dove già si trovavano le unità sorelle. Tra il 1º e il 2 settembre scortò assieme allo Yudachi due trasporti che recarono chiatte a motore alle isole di Gizo e tornò alla base. Nella notte del 4-5 settembre, assieme ai cacciatorpediniere Hatsuyuki, Yudachi, Ariake, Uranami e Shikinami, fece approdare a Punta Taivu (est della testa di ponte statunitense) oltre 1000 soldati, quindi cannoneggiò con i primi due i trasporti rapidi nemici Little e Gregory. Queste due unità, che avevano sbarcato un battaglione di Marine Raiders sull'Isola di Savo per accertarsi che i giapponesi non l'avessero occupata, furono inavvertitamente rivelate da alcuni razzi illuminanti lanciati da un idrovolante Consolidated PBY Catalina e presto affondate con grandi perdite in vite umane.

### L'affondamento
Il 7, l'11 e il 15 settembre condusse in solitaria altre due missioni di trasporto truppe, intercalate il 13 da un bombardamento delle posizioni statunitensi in aiuto all'offensiva in corso. Altri riusciti viaggi avvennero il 1º, il 4 e il 7 ottobre. Nei giorni successivi il Murakumo fu aggregato alla scorta delle navi portaidrovolanti Nisshin e Chitose che, nella notte dell'11-12 dovevano sbarcare artiglieria pesante, rifornimenti, veicoli e altro equipaggiamento mentre una divisione di incrociatori avrebbe bombardato l'aeroporto. L'operazione di rifornimento riuscì con pieno successo, ma il previsto cannoneggiamento fu impedito dall'opposizione navale statunitense. Nelle prime ore del 12 ottobre il Murakumo si affiancò al devastato incrociatore pesante Furutaka e cercò senza successo di assisterlo sino a che non sprofondò, quindi fece rotta per le Shortland. Dall'aeroporto di Guadalcanal, però, decollarono vari gruppi di aerosiluranti e bombardieri in picchiata per braccare le navi nipponiche. Il Murakumo fu mancato di misura da tre bombe, che deformarono lo scafo, e fu poi raggiunto da un siluro, che lo immobilizzò; quindi una quarta bomba esplose a bordo, aggravando gli incendi. Il cacciatorpediniere Shirayuki si avvicinò, prese a bordo l'equipaggio eccettuati i ventidue morti e mandò a fondo l'unità con un siluro a ovest-nord-ovest di Savo (8°40′S 159°20′E).
Il 15 novembre 1942 il nome del Murakumo fu eliminato dai registri della Marina imperiale.